# What About Brian
What About Brian är en amerikansk TV-serie från 2006–2007. 
Serien utspelas i Los Angeles. 32-årige Brian Davis är den ende bland sina vänner som fortfarande är ogift. Hans bästa kompis Adam har nyligen förlovat sig med flickvännen Marjorie, en tjej som Brian länge varit hemligt förälskad i. Brian driver företaget Zap Monkey tillsammans med Dave som varit gift i 13 år med Deena. Brians storasyster Nicole har också gift sig och är nu gravid.

## Medverkande
- Barry Watson - Brian Davis
- Matthew Davis - Adam Hillman
- Rosanna Arquette - Nicole Varzi
- Rick Gomez - Dave Greco
- Amanda Detmer - Deena Greco
- Payton Spencer - Geneva Greco
- Mikaila Baumel - Larissa Greco
- Sarah Lancaster - Marjorie Seaver
- Jason Winston George - Jimmy
- Amanda Foreman - Ivy
- Ava White - Carrie Greco som baby
- Olivia White - Carrie Greco som baby
- Krista Allen - Bridget Keller
- Rachelle Lefevre - Heather